# Lincoln MKR
Концепт-кар Lincoln MKR — це 4-дверний фастбек преміум-класу, який був представлений компанією Lincoln під час Північноамериканського міжнародного автошоу в 2007 році . Його шасі базувалося на платформі Ford D2C, яка використовувалася в Ford Mustang . MKR ознаменував наступне покоління преміум-автомобілів Lincoln, представивши нове сімейство двигунів TwinForce і оновлену решітку водоспаду типу "bow wave". Концепт-кар було вперше представлено ЗМІ та громадськості в прес-релізі 1 січня 2007 року. 

## Концепція
Концепт Lincoln мав незалежну задню підвіску зі стійками MacPherson спереду. Двигун, обраний для концепції MKR, представив нове покоління двигунів Ford з подвійним турбонаддувом. Прототип TwinForce 3,5 л з подвійним турбонаддувом і безпосереднім уприскуванням бензину V6 також міг працювати на етанолі E85, виробляючи до 415 к.с. і 540 Нм крутного моменту.
Дизайн інтер'єру включав екологічно чисті та відновлювані матеріали, такі як кашемірова шкіра, дубова панель приладів, виготовлена з переробленої деревини, мохеровий килим і поролон для подушок сидінь із сої. Концепт-кар також мав автомобільну аудіосистему, сертифіковану THX II .
Концепція Lincoln MKR була представлена разом із тим, що стало флагманським седаном Lincoln, Lincoln MKS . MKR являв собою повне вираження майбутньої стратегії дизайну Lincoln, яка включала сім основних конструктивних особливостей: 
- Чисті та не захаращені поверхні кузова
- Високі пояси
- Пасажирам легко отримати доступ до задніх дверей, які відкриваються проти ходу
- Скошені поверхні, які проходять паралельно лінії пояса
- Двокрила передня решітка з подвійною хвилею — натхненна Lincoln Continental Cabriolet 1941 року
- Тонкі горизонтальні фари та тонкі світлодіодні задні ліхтарі, розташовані по ширині автомобіля
- Товста С-стійка, яка плавно переходить у консольний дах
- Яскраво виражений кантрейл / рейлінги

Компанія Special Projects Inc., розташована в Плімуті, штат Мічиган, була найнята відповідальною за будівництво MKR.  Special Projects створили багато інших концептуальних автомобілів для Ford, включаючи Ford 427, Ford Super Chief, Ford Flex і Lincoln Blackwood . 

## Намір виробництва
MKR не надійшов у виробництво, але багато дизайнерських тем і особливостей концепту були використані для серійних автомобілів Lincoln MKS, MKZ, MKX і MKT, починаючи з 2009 модельного року MKS, 2010 для MKZ і MKT і 2011 для автомобілів. MKX. Концепт Lincoln C також розділяє теми дизайну з MKR на меншій компактній платформі. Якби MKR було схвалено, як абсолютно новий автомобіль, його, ймовірно, було б заплановано на 2011 рік, швидше за все, він збирався на складальному заводі Флет-Рок у Флет-Року, штат Мічиган, разом із Mustang, з яким він мав би поділився платформою.

## Технічні характеристики
- Силовий агрегат: 3,5-літровий двигун V6 TwinForce - 415 к.с / 542 Нм
- Розміри шасі:
  - Загальна довжина: 4971 мм .
  - Колісна база: 2868 мм .
  - Загальна ширина: 1915 мм.
  - Загальна висота бордюру: 1339 мм .
  - Ширина передньої колії: 1618 мм.
  - Ширина задньої колії: 1621 мм .
- Гальма: 4-колісні дискові Brembo Power з ABS і системою контролю тяги
- Передня підвіска: стійки Макферсон із розташованими назад L-подібними нижніми важелями та стабілізатором поперечної стійкості
- Задня підвіска: незалежна задня підвіска
- Інтер'єр:
  - Висота передньої частини: 960 мм.
  - Висота над головою ззаду: 937 мм.
  - Простір для ніг спереду: 1 085 мм .
  - Простір для ніг ззаду: 856 мм .
- Місткість багажника: 370 л.

## Зовнішні посилання
- Прес-реліз Ford Motor Company про Lincoln MKR від ЗМІ. Ford.com
- Додаткове зображення кандидата на добросовісне використання з прес-киту Ford – ЗМІ. Ford.com
- Опис Motor Trend Lincoln MKR
- Опис Lincoln MKR від Edmunds.com
- Прес-реліз Ford Motor Company про сімейство концептуальних двигунів TwinForce